# Veronský proces

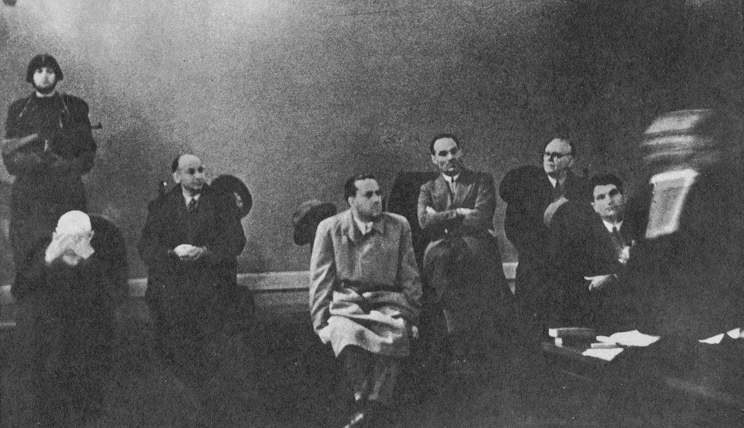
Obžalovaní přítomní procesu

Veronský proces (italsky processo di Verona) byl vykonstruovaný politický proces konaný v lednu 1944 v Italské sociální republice (RSI) nad 19 členy Velké fašistické rady, kteří předtím hlasovali pro odstavení Benita Mussoliniho od moci v Italském království. Šest členů rady bylo zajato Mussoliniho silami a procesu se účastnili osobně. Pět z nich bylo odsouzeno k trestu smrti, šestý dostal 30 let vězení. Zbývající členové Velké fašistické rady, kteří nebyli dopadeni, byli odsouzeni k smrti v nepřítomnosti.

## Průběh
Po spojenecké invazi na Sicílii odhlasovala Velká fašistická rada 25. července 1943 v poměru 19 proti 8 hlasům (při jednom, který se zdržel hlasování) sesazení Mussoliniho z funkce Duceho, Vůdce. Když Mussolini odmítl rozhodnutí přijmout, byl zatčen. V září 1943 němečtí výsadkáři Mussoliniho unesli z vězení (tzv. operace Dub). Poté byl Duce dosazen za vůdce Italské sociální republiky, fakticky loutkového státu nacistického Německa, který byl vyhlášen v severní Itálii.
Na naléhání německých úřadů Italská sociální republika stíhala šest členů Velké fašistické rady, které se jí podařilo dopadnout. Byli to Giovanni Marinelli, Carlo Pareschi, Luciano Gottardi, bývalý italský ministr zahraničních věcí a Mussoliniho zeť Galeazzo Ciano, maršál Itálie Emilio De Bono a Tullio Cianetti. Všech šest obžalovaných bylo shledáno vinnými a všichni kromě Cianettiho (kterému uznali polehčující okolnosti a dali 30 let vězení) byli odsouzeni k smrti. Dalších třináct z devatenácti lidí, kteří hlasovali proti Mussolinimu, bylo souzeno a odsouzeno k smrti v nepřítomnosti. Mezi nimi byl Dino Grandi, který byl odpovědný za program schůze rady 25. července 1943.
Soud se konal mezi 8. a 10. lednem 1944. Vincenzo Cersosimo byl vyšetřujícím soudcem, předsedou soudu byl plukovník Černých košil Aldo Vecchi a prokurátorem Andrea Fortunato. Soudci byli Enrico Vezzalini, Franz Pagliani, Celso Riva a několik důstojníků Černých košil: generálové Domenico Mittica a Renzo Montagna, plukovník Vito Casalinuovo a major Otello Gaddi. Poprava pěti odsouzených byla provedena co nejrychleji po procesu: popravčí četa ji provedla ráno 11. ledna 1944. Odsouzení byli přivázáni k židlím a stříleni do zad popravčí četou Černých košil pod dohledem důstojníků SS, kteří akci také fotografovali a natáčeli. Ciano se na židli otočil, aby hleděl svým katům do očí.
Židovský deníkář Victor Klemperer událost komentoval v záznamu z 15. ledna 1944 takto: „Je mi jasné, že proces byl fraška, že poprava byla dílem Němců, že Mussolini neměl s tou věcí téměř co do činění – je nyní téměř neviditelný, jen stín loutky – a především: že celou tou záležitostí chtějí především odstrašit vnitřní oponenty (Paulus, Seydlitz).“
Na základě těchto událostí pak roku 1963 vznikl film Carla Lizzaniho Il processo di Verona (Veronský proces), soustřeďující se především na osud Galeazza Ciana.